# Anhaltische Mundart
Als anhaltische Mundart werden manchmal verschiedene Dialekte in Sachsen-Anhalt zusammengefasst. Geographisch und sprachlich können drei Gebiete unterschieden werden:
1. Ein typischer Regiolekt ist „das Anhaltische“ im engeren Sinne, das bis in die Gegenwart in der Literatur als Prosa und auch als Lyrik gepflegt wird.[1][2]

Die Gegenden um Dessau, Köthen (Anhalt) und Bernburg (Saale) weisen ziemlich einheitlich eine Mischform der „nordost-thüringischen“ und der „mark-brandenburgischen Mundart“ auf, jedoch mit dem hochdeutschen ich (statt niederdeutsch ik). Es scheint berechtigt, hier von einer eigenen anhaltischen Mundart zu sprechen, da noch heute nach Süden und Norden Sprachgrenzen wahrnehmbar sind. Im Süden liegt die Grenze am Flüsschen Fuhne. Dort klingt die Sprache im nächsten Dorf deutlich anders, dies ist dann die Mundart der nördlichen Umgebung von Halle (Hallisch). Im Norden verläuft die Sprachgrenze zu Anhalt-Zerbst entlang der Elbe und dann zur ostfälischen Mundart der Magdeburger Börde südlich von Calbe (Saale). Zwischen diesen Grenzen sind auf ca. 30 km kaum Unterschiede wahrnehmbar.
1. Anhalt-Zerbst liegt nördlich der Elbe und gehört ursprünglich zum mittelmärkischen, genauer flämingischen Dialektgebiet. Damit gehört es zum ostniederdeutschen Sprachgebiet (z. B. „ik“ statt „ich“).
2. Zu Anhalt gehört noch (nicht territorial zusammenhängend mit dem Vorgenannten) das im Harz gelegene Gebiet Ballenstedt und Harzgerode als ehemalige Residenzen der Fürsten von Anhalt-Bernburg. Hier wird nordthüringisch gesprochen.